# Daniel Lyhne
Daniel Bligaard Lyhne (født 3. marts 1996 i Skive) er en forhenværende cykelrytter fra Danmark, der senest kørte for CeramicSpeed Herning CK Elite. Fra 2024-sæsonen blev han sportsdirektør for ColoQuick Cycling.